# Groß-Rohrheim
Groß-Rohrheim (älter Groß Rohrheim) ist eine Gemeinde im südhessischen Landkreis Bergstraße. Groß-Rohrheim besteht nur aus einem Ortsteil und auch nur aus einer Gemarkung (Gmk.-Nr. 63000).

## Geographie
Groß-Rohrheim liegt innerhalb der Oberrheinischen Tiefebene in der Mitte des Hessischen Rieds. Es befindet sich etwa 2,5 km südöstlich des Rheins – stromabwärts betrachtet zwischen Biblis im Südsüdwesten und Klein-Rohrheim im Nordnordosten, das zum jenseits davon gelegenen Gernsheim gehört; östlicher Nachbarort ist der Bensheimer Ortsteil Langwaden. Rechtsrheinisch erstreckt sich im Groß-Rohrheimer Gemeindegebiet und im Stadtgebiet von Gernsheim der Hammerauer Altrhein mit dem Naturschutzgebiet Hammer Aue von Gernsheim und Groß-Rohrheim.
Groß-Rohrheim grenzt im Norden an die Stadt Gernsheim (Kreis Groß-Gerau), im Osten an die Gemeinde Einhausen, im Süden an die Gemeinde Biblis sowie im Westen, auf der linksrheinischen Seite, Worms-Ibersheim und Hamm am Rhein.

## Geschichte

### Historische Namensformen
Historische Namensformen für Groß-Rohrheim waren (in Klammern das Jahr der urkundlichen Erwähnung):
| „Rorheim“ (782, 791, 1276) | „Raureheim“ (782)         | „Rorheim superior“ (793)  |
| „superior Rorheim“ (1071)  | „Rorheim maior“ (um 1200) | „superior Rorheim“ (1287) |
| „villa Rorheim“ (1324)     | „Rorrheim“ (1463)         | „Ober-Rorheim“ (1521)     |
| „Groß Rorheim“ (1579)      | „Ober Rohrheimb“ (1686)   | „Groß Rohrheim“ (1689)    |

### Mittelalter
Die älteste erhaltene Erwähnung von Groß-Rohrheim aus dem Jahr 782 befindet sich im Lorscher Codex unter dem Namen „Raureheim“, als ein Eberhold seinen Besitz dort dem Kloster Lorsch schenkte. Bis ins 12. Jahrhundert befand sich Groß-Rohrheim im Besitz des Reichsklosters Lorsch, das aber Grundbesitz und Rechte an verschiedene Herren als Lehen vergab. So werden die Groschlag von Dieburg, die Grafen von Henneberg und die Herren von Bickenbach genannt.
1333 wurde Rohrheim als Zubehör des Bickenbachischen Amtes Tannenberg genannt. 1347 erhielt Agnes von Katzenelnbogen den Mittelteil des Dorfes aus dem Nachlass Ulrichs von Bickenbach. 1368 verpfändeten Graf Johann von Wertheim und dessen Frau Margarete ihren Teil an Rohrheim an Eberhard von Katzenelnbogen. Am Ende des 14. Jahrhunderts war das Dorf unter vier Herren aufgeteilt. 1479 fiel der Katzenelnbogener Anteil nach dem Aussterben des Geschlechts an die Landgrafen von Hessen und nach der hessischen Teilung von 1567 an die Landgrafschaft Hessen-Darmstadt. 1568 gehörte die Hälfte des Dorfes dem Landgrafen von Hessen-Darmstadt, ein Viertel den Schenck von Erbach und ein Viertel gemeinschaftlich den Grafen von Leiningen-Westerburg und den Ulner von Dieburg. Im späten 16. Jahrhundert teilten sich Hessen-Darmstadt und die Schenck von Erbach Dorf, Rechte und Gericht. Auch das Kloster Otterberg war im Ort begütert.

### Frühe Neuzeit
1553 wurde die Reformation in Groß-Rohrheim eingeführt und die ehemalige Filiale der Pfarrei in Gernsheim erhielt eine eigene Pfarrei. Im Jahr 1547 vernichtete ein Feuer fast das gesamte Dorf. 1579 war das Dorf hessisch-darmstädtisch und die Schenck von Erbach besaßen ein Viertel der Niederen Gerichtsbarkeit. Aus dem Jahr 1580 ist für Groß-Rohrheim der erste Schulunterricht für Knaben überliefert.
Im Dreißigjährigen Krieg (1618–1648) hatte auch Groß-Rohrheim hohe Verluste zu beklagen. So plünderten 1621 spanische und bayerische Truppen das Dorf und brannten ein Viertel davon nieder. Das Gebiet zwischen Rhein und Bergstraße blieb 10 Jahre von den Spaniern besetzt, bis sich diese 1631 vor den anrückenden schwedischen Truppen zurückzogen. Der Schrecken dieses Krieges war aber für die Groß-Rohrheimer noch lange nicht vorbei. Nach der Niederlage der Evangelischen bei Nördlingen am 6. September 1634 zogen sich die schwedischen Truppen 1635 von der Bergstraße zurück. Letztlich veranlasste der katholische Sieg bei Nördlingen Frankreich, an der Seite der nun geschwächten Schweden in den Krieg einzugreifen. Damit begann ab 1635 das blutigste Kapitel des Dreißigjährigen Krieges. Aus der Region berichteten die Chronisten aus jener Zeit: „Pest und Hunger wüten im Land und dezimieren die Bevölkerung, sodass die Dörfer öfters völlig leer stehen“.
Am 4. Februar 1659 verlieh Landgraf Georg II. von Hessen-Darmstadt „seinen getreuen Untertanen Im Flecken Groß-Rohrheim einen freien und offenen Jahrmarkt“, den heute noch existierenden Maimarkt. In den Jahren 1687/88 wurde die baufällige Kirche abgebrochen und unter Leitung der Kirchenbaumeister Johann Mohr und Peter Graff durch einen Neubau ersetzt. Im Jahr 1699 wurde in der Groß-Rohrheimer Kirche eine Orgel eingebaut und 1705 erhielt die Kirche drei Glocken. Auf der zu diesem Zeitpunkt größten Glocke befindet sich der Name des Rentmeisters Johann Philipp Lichtenberg; er war von 1697 bis 1739 Amtmann des Amtes Jägersburg. 1712 stiftete das „Groß-Rohrheimer ledige Manns- und Weibsvolk“ der Kirche drei geschnitzte Bilder. 1711 verkaufte Graf Georg von Erbach „Gericht, Recht und Gerechtigkeit; so wie er sie vorher in Groß- und Klein-Rohrheim hatte“ an den Landgrafen Ernst Ludwig. Unter diesem Landgrafen entstand das Neue Jagdschloss Jägersburg an der heutigen Kreuzung Jägersburger Wald. Der Standort auf der Groß-Rohrheimer Gemarkung an der Grenze zu Einhausen ist heute überwachsen und nur noch an dem schwachen Umriss des sechseckigen Grabens zu erkennen, der das Jagdschloss einst umgab.
Infolge der Kaiserkrönung von Karl VII. am 12. Februar 1742 in Frankfurt am Main und des Österreichischen Erbfolgekriegs zogen französische, russische und 1744 auch ungarische Truppen durch Biblis und Groß-Rohrheim. Am 11. November 1757 brannten in Groß-Rohrheim 14 Scheunen ab und 1771 wurde der erste Anbau von Kartoffeln in der Region durch die Obrigkeit erlaubt. 1778 hatte Groß-Rohrheim wieder einmal mit dem Rheinhochwasser zu kämpfen, als ein Damm brach, und in den Jahren 1787 und 1799 kam es erneut zu Überflutungen.
Im Jahr 1787 war die Verwaltung so organisiert, dass Groß-Rohrheim zum „Amt Zwingenberg und Jägersburg“ der „Oberen Grafschaft Katzenelnbogen“ der Landgrafschaft Hessen-Darmstadt gehörte. Diese Einteilung hatte bis zum Lunéviller Frieden von 1801 Bestand.

### 19. Jahrhundert
1806 erhob Napoleon die Landgrafschaft Hessen-Darmstadt zum Großherzogtum Hessen. Danach gehörte Groß-Rohrheim infolge einer Reihe von Verwaltungsreformen zum Landratsbezirk Heppenheim, sowie zu den Kreisen Bensheim und Worms, bis es 1945 zum heutigen Landkreis Bergstraße kam.
Das Industriezeitalter kündigte sich für Groß-Rohrheim auf dem Rhein an, als ein Wormser Unternehmen ab 1842 die „Adler des Oberrheins“ genannten Dampfboote zwischen Mannheim und Mainz verkehren ließ. Weitere Verbesserungen der Infrastruktur ergaben sich durch den Bau der Eisenbahnlinie Darmstadt–Worms, der Ludwigsbahn, die 1869 begonnen und 1877 fertiggestellt wurde.
Im Deutsch-Französischen Krieg 1870/71 fielen drei Männer aus Groß-Rohrheim.

### 20. Jahrhundert
Aus dem Ersten Weltkrieg kamen etwa 50 Gefallene und Vermisste nicht mehr zurück nach Groß-Rohrheim.
Im November 1938 brachte die sogenannte Reichskristallnacht den jüdischen Mitbürgern Not und Elend, die Wohnungen und Geschäfte jüdischer Familien wurden verwüstet. Die Synagoge in Groß-Rohrheim wurde schon bald nach 1933 von der israelitischen Gemeinde verkauft. Von den 15 Personen, aus denen die Gemeinde des Orts 1924 bestand, lebten 1933 nur noch wenige in Groß-Rohrheim und diese zogen, infolge der zunehmenden Repressalien, weg oder wanderten aus. Von den in Groß-Rohrheim geborenen oder längere Zeit dort lebenden Juden kamen 12 durch die NS-Gewaltherrschaft ums Leben.
Im Zweiten Weltkrieg war besonders ab 1944 der verstärkte Luftkrieg gegen Deutschland auch in Groß-Rohrheim zu spüren. Große Fliegerverbände überflogen den Ort bei ihren Angriffen auf die umliegenden Industriestädte Ludwigshafen, Mannheim und Worms. Groß-Rohrheim blieb davon weitgehend verschont. Allerdings kamen am 29. Januar 1944 vier Jungen durch abgeworfene Fliegerbomben ums Leben. In diesem Jahr wurde die Arbeit auf den Feldern durch die fortgesetzten Tieffliegerangriffe lebensgefährlich. Groß-Rohrheim hatte etwa 200 gefallene oder vermisste Soldaten in diesem Krieg zu beklagen.
Nach dem Krieg stieg die Bevölkerungszahl durch die Ansiedlung vieler Heimatvertriebener innerhalb kürzester Zeit von 2300 auf über 3000 an. Noch bis in die 1960er Jahre blieb der Charakter des Ortes als Bauern- und Arbeitnehmergemeinde erhalten. In den letzten Jahrzehnten des 20. Jahrhunderts wurden durch die Ausweisung von Gewerbeflächen erfolgreich Industrie und Gewerbe angesiedelt. Die Anzahl der landwirtschaftlichen Betriebe ging seit den 1950er Jahren von etwa 500 auf nur noch 15 Betriebe zurück. Wurden im Jahr 1970 etwa 300 Arbeitsplätze in Groß-Rohrheim angeboten, so war diese Zahl auf über 800 im Jahr 2001 angestiegen.

### Verwaltung ab 1803
Vor 1803 gehörte Groß-Rohrheim zum Amt Zwingenberg und Jägersburg. Auch im Großherzogtum Hessen blieb diese Zuordnung erhalten. Nach der endgültigen Niederlage Napoléons wurden 1816 im Großherzogtum Provinzen gebildet. Dabei wurde das vorher als Fürstentum Starkenburg bezeichnete Gebiet, das aus den südlich des Mains gelegenen alten hessischen und den ab 1803 hinzugekommenen rechtsrheinischen Territorien bestand, in Provinz Starkenburg umbenannt. Das Amt Zwingenberg wurde um die Orte des Amtes Seeheim vergrößert.
1821 wurden im Rahmen einer umfassenden Verwaltungsreform die Amtsvogteien in den Provinzen Starkenburg und Oberhessen des Großherzogtums aufgelöst und Landratsbezirke gebildet, wodurch Groß-Rohrheim zum Landratsbezirk Heppenheim kam. Diese Reform ordnete auch die Verwaltung auf Gemeindeebene neu. So war die Bürgermeisterei in Groß-Rohrheim eine von 12 Bürgermeistereien im Landratsbezirk, wobei seit 1820 die Bürgermeister durch die Gemeinde gewählt wurden und die staatlich eingesetzten Schultheißen abgeschafft waren.
1832 wurden die Verwaltungseinheiten weiter vergrößert und es wurden Kreise geschaffen. Nach der am 20. August 1832 bekanntgegebenen Neugliederung sollte es in Süd-Starkenburg künftig nur noch die Kreise Bensheim und Lindenfels geben; der Landratsbezirk von Heppenheim sollte in den Kreis Bensheim fallen. Noch vor dem Inkrafttreten der Verordnung zum 15. Oktober 1832 wurde dies aber dahingehend revidiert, dass statt des Kreises Lindenfels neben dem Kreis Bensheim der Kreis Heppenheim als zweiter Kreis gebildet wurde. Groß-Rohrheim wurde dem Kreis Bensheim zugeordnet.
Am 31. Juli 1848 wurden die Kreise und die Landratsbezirke des Großherzogtums abgeschafft und durch „Regierungsbezirke“ ersetzt, wobei die bisherigen Kreise Bensheim und Heppenheim zum Regierungsbezirk Heppenheim vereinigt wurden. Bereits vier Jahre später, im Laufe der Reaktionsära, kehrte man aber zur Einteilung in Kreise zurück und Groß-Rohrheim wurde wieder Teil des Kreises Bensheim.
Die im Dezember 1852 aufgenommenen Bevölkerungs- und Katasterlisten ergaben für Groß-Rohrheim: Großrohrheim, ein Marktflecken in der Rheinebene mit 1622 Einwohnern, die zum größten Teil lutherisch sind. Zu Großrohrheim gehören das Forsthaus Jägersburg, die Hammeraue und die Rheininsel Sandwörth. Die Gemarkung bestand aus 6896 Morgen, davon waren 3607 Morgen Ackerland, 1944 Morgen Wiesen und 264 Morgen Wald.
In den Statistiken des Großherzogtums Hessen wurden, bezogen auf Dezember 1867, für den Marktflecken Groß-Rohrheim mit eigener Bürgermeisterei, 293 Häuser, 1587 Einwohner, der Kreis Bensheim, das Landgericht Gernsheim, die evangelische Pfarrei Groß-Rohrheim des Dekanats Zwingenberg und die katholische Pfarrei Biblis des Dekanats Bensheim angegeben. Durch die Bürgermeisterei wurden außerdem das Jägersburger Forsthaus mit dem Landgestütsstall (ein Haus, 6 Einw.) und das Groß-Rohrheimer Fallthor-Haus (ein Haus, 12 Einwohner) verwaltet.
Die hessischen Provinzen Starkenburg, Rheinhessen und Oberhessen wurden 1937 nach der 1936 erfolgten Auflösung der Provinzial- und Kreistage aufgehoben. Zum 1. November 1938 trat dann eine umfassende Gebietsreform auf Kreisebene in Kraft. Im Umland von Worms wurde der Landkreis Oppenheim aufgelöst. Dabei wurden die rechtsrheinischen Gemeinden Lampertheim, Bürstadt, Hofheim, Biblis, Nordheim, Wattenheim und Groß-Rohrheim dem neu geschaffenen Landkreis Worms, der aus dem Kreis Worms hervorging, angegliedert.
Mit der Errichtung von Groß-Hessen wurden die rechtsrheinischen Gebiete und damit wurde auch Groß-Rohrheim dem Landkreis Bergstraße zugeordnet.
Im Jahr 1961 wurde die Gemarkungsgröße mit 1956 ha angegeben, davon waren 253 ha Wald.

### Gerichte ab 1803
In der Landgrafschaft Hessen-Darmstadt wurde mit der Ausführungsverordnung vom 9. Dezember 1803 das Gerichtswesen neu organisiert. Für das Fürstentum Starkenburg wurde das Hofgericht Darmstadt als Gericht der zweiten Instanz eingerichtet. Die Rechtsprechung der ersten Instanz wurde durch die Ämter bzw. Standesherren vorgenommen. Für Groß-Rohrheim war damit das Amt Zwingenberg zuständig. Mit der Bildung der Landgerichte im Großherzogtum Hessen war ab 1821 das Landgericht Lorsch das in erster Instanz zuständige Gericht. Zum 16. Dezember 1839 wurde das Landgericht Gernsheim errichtet, dem aus dem Bezirk des Landgerichts Lorsch unter anderem auch Groß-Rohrheim zugewiesen wurde.
Anlässlich der Einführung des Gerichtsverfassungsgesetzes mit Wirkung vom 1. Oktober 1879 wurden die bisherigen großherzoglichen Landgerichte durch Amtsgerichte an gleicher Stelle ersetzt, während die neu geschaffenen Landgerichte nun als Obergerichte fungierten. So war das Amtsgericht Gernsheim im Bezirk des Landgerichts Darmstadt zuständig.
Mit Wirkung vom 1. Oktober 1934 wurde das Amtsgericht Gernsheim aufgehoben und aus dem aufgelösten Amtsgerichtsbezirk wurden die Gemarkungen Biblis, Groß-Rohrheim, Hammer-Aue, Maulbeer-Aue, Nordheim und Wattenheim dem Amtsgericht Worms, die übrigen Gemarkungen dem Amtsgericht Groß-Gerau zugeteilt.
Mit der 1945 erfolgten Zuordnung der rechtsrheinischen Orte des Kreises Worms zum Landkreis Bergstraße wechselte auch der Amtsgerichtsbezirk und Groß-Rohrheim kam zum Amtsgericht Lampertheim.

### Historische Beschreibungen
Die Statistisch-topographisch-historische Beschreibung des Großherzogthums Hessen berichtete 1829 über Groß-Rohrheim:

„Großrohrheim (L. Bez. Heppenheim) Marktflecken; liegt 3½ Stunde von Heppenheim, und zählt 209 Häuser und 1384 Einw., die bis auf 9 Kath. und 40 Juden alle lutherisch sind. Der Ort hat jährlich 16 Vieh- und 2 Vieh- und Krämermärkte die weit bekannt und sehr besucht sind. – Die Geschichte nennt ein Rara, in welchem Herzog Heinrich von Baiern den jungen König Otto III., dessen er sich hinterlistiger Weise bemächtiget hatte, seiner Mutter wieder zurückgab. Mancherlei Umstände setzen es fast ausser allen Zweifel, daß hierunter Rohrheim und namentlich das jetzige Großrohrheim verstanden sei. Die Tradition setzt ein königliches Palatium hierher, welche Behauptung, obgleich darüber keine Urkunde spricht, doch darin Bestätigung findet, daß noch jetzo eine Flur den Namen Hofstatt und die umliegenden Gewannen den Namen des Burgqrabens führen. Die Herrn von Bickenbach hatten hier eine Gasse, welche zu der Herrschaft Tannenberg gehörte. Vor der Reformation hatte Großrohrheim eine Kapelle, welche zu Gernsheim gehörte, von Philipp dem Großmüthigen aber getrennt, und zu einer Pfarrkirche erhoben wurde. Im Jahr 1622 wurde ein Viertel des Orts geplündert und größtheils in die Asche gelegt. Durch die Rheinüberschwemmungen im Jahr 1824 hat Großrohrheim sehr gelitten.“

Im Neuesten und gründlichsten alphabetischen Lexicon der sämmtlichen Ortschaften der deutschen Bundesstaaten von 1845 befinden sich folgende Einträge:

„Groß-Rohrheim b. Heppenheim. – Marktflecken mit evangelischer Pfarrkirche, hinsichtlich der katholischen nach Biblis eingepfarrt. – 209 H. 1384 E. – Großherzogthum Hessen. – Provinz Starkenburg. – Kreis Bensheim. – Landgericht Gernsheim. – Hofgericht Darmstadt. – Der Marktflecken Groß-Rohrheim hat 16 Vieh- und 2 Vieh- und Krammärkte, die sehr besucht sind. Es befindet sich hier die Districts-Steuereinnähme für den Erhebungs-Bezirk Biblis.“

„Hammerau bei Groß Rohrheim. – – H. – E. – Großherz. Hessen. — Provinz Starkenburg. – Kreis Bensheim. – Landger. Gernsbeim. – Hofgericht Darmstadt. – Die Hammerau ist ein Wiesengrund, der aus sehr guten Wiesen besteht, welche theils Herrschaftlich, theils privat sind, und sich längs des Rheins hinziehen. Durch einen Damm von der Rheinseite ist die Au nicht geschürt. Bis zum Jahre 1802 gehörte dieselbe der überrheinischen Gemeinde Hamm.“

### Verwaltungsgeschichte im Überblick
Die folgende Liste zeigt die Staaten und Verwaltungseinheiten, denen Groß-Rohrheim angehört(e):
- vor 1479: Heiliges Römisches Reich, Grafschaft Katzenelnbogen, Obergrafschaft Katzenelnbogen, Amt Zwingenberg
- ab 1479: Heiliges Römisches Reich, Landgrafschaft Hessen (durch Erbschaft), Obergrafschaft Katzenelnbogen, Amt Zwingenberg
- ab 1567: Heiliges Römisches Reich, Landgrafschaft Hessen-Darmstadt, Obergrafschaft Katzenelnbogen
- 1783: Heiliges Römisches Reich, Landgrafschaft Hessen-Darmstadt, Obergrafschaft Katzenelnbogen, Amt Zwingenberg und Jägersburg
- ab 1803: Heiliges Römisches Reich, Landgrafschaft Hessen-Darmstadt, Fürstentum Starkenburg, Amt Zwingenberg und Jägersburg
- ab 1806: Großherzogtum Hessen,[Anm. 2] Fürstentum Starkenburg, Amt Zwingenberg[24]
- ab 1815: Großherzogtum Hessen, Provinz Starkenburg, Amt Zwingenberg
- ab 1821: Großherzogtum Hessen, Provinz Starkenburg, Landratsbezirk Bensheim[Anm. 3]
- ab 1832: Großherzogtum Hessen, Provinz Starkenburg, Kreis Bensheim
- ab 1848: Großherzogtum Hessen, Regierungsbezirk Heppenheim
- ab 1852: Großherzogtum Hessen, Provinz Starkenburg, Kreis Bensheim
- ab 1871: Deutsches Reich, Großherzogtum Hessen, Provinz Starkenburg, Kreis Bensheim
- ab 1918: Deutsches Reich,[Anm. 4] Volksstaat Hessen, Provinz Starkenburg, Kreis Bensheim
- ab 1938: Deutsches Reich, Volksstaat Hessen, Landkreis Worms[25][Anm. 5]
- ab 1945: Amerikanische Besatzungszone,[Anm. 6] Groß-Hessen, Regierungsbezirk Darmstadt, Landkreis Bergstraße
- ab 1946: Amerikanische Besatzungszone, Hessen, Regierungsbezirk Darmstadt, Landkreis Bergstraße
- ab 1949: Bundesrepublik Deutschland, Hessen, Regierungsbezirk Darmstadt, Landkreis Bergstraße

## Bevölkerung

### Einwohnerstruktur 2011
Nach den Erhebungen des Zensus 2011 lebten am Stichtag, dem 9. Mai 2011, in Groß-Rohrheim 3713 Einwohner. Darunter waren 263 (7,1 %) Ausländer, von denen 111 aus dem EU-Ausland, 115 aus anderen europäischen Ländern und 37 aus anderen Staaten kamen. Bis zum Jahr 2020 erhöhte sich die Ausländerquote auf 12,9 %. Nach dem Lebensalter waren 578 Einwohner unter 18 Jahren, 1534 zwischen 18 und 49, 803 zwischen 50 und 64 und 804 Einwohner waren älter. Die Einwohner lebten in 1561 Haushalten. Davon waren 410 Singlehaushalte, 506 Paare ohne Kinder und 485 Paare mit Kindern, sowie 133 Alleinerziehende und 27 Wohngemeinschaften. In 332 Haushalten lebten ausschließlich Senioren und in 1029 Haushaltungen lebten keine Senioren.

### Einwohnerentwicklung
| • 1629: | 0123 Hausgesesse           |
| • 1791: | 0869 Einwohner             |
| • 1800: | 0873 Einwohner             |
| • 1806: | 1053 Einwohner, 155 Häuser |
| • 1829: | 1384 Einwohner, 209 Häuser |
| • 1867: | 1605 Einwohner, 295 Häuser |

| Groß-Rohrheim: Einwohnerzahlen von 1791 bis 2020 | Groß-Rohrheim: Einwohnerzahlen von 1791 bis 2020 | Groß-Rohrheim: Einwohnerzahlen von 1791 bis 2020 | Groß-Rohrheim: Einwohnerzahlen von 1791 bis 2020 | Groß-Rohrheim: Einwohnerzahlen von 1791 bis 2020 |
| --- | ------------------------------------------------ | ------------------------------------------------ | ------------------------------------------------ | ------------------------------------------------ |
| Jahr |                                                  |                                                  |                                                  | Einwohner                                        |
| 1791 | 1791                                             |                                                  | 869                                              | 869                                              |
| 1800 | 1800                                             |                                                  | 873                                              | 873                                              |
| 1806 | 1806                                             |                                                  | 1.053                                            | 1.053                                            |
| 1829 | 1829                                             |                                                  | 1.384                                            | 1.384                                            |
| 1834 | 1834                                             |                                                  | 1.371                                            | 1.371                                            |
| 1840 | 1840                                             |                                                  | 1.489                                            | 1.489                                            |
| 1846 | 1846                                             |                                                  | 1.656                                            | 1.656                                            |
| 1852 | 1852                                             |                                                  | 1.630                                            | 1.630                                            |
| 1858 | 1858                                             |                                                  | 1.609                                            | 1.609                                            |
| 1864 | 1864                                             |                                                  | 1.643                                            | 1.643                                            |
| 1871 | 1871                                             |                                                  | 1.627                                            | 1.627                                            |
| 1875 | 1875                                             |                                                  | 1.688                                            | 1.688                                            |
| 1885 | 1885                                             |                                                  | 1.778                                            | 1.778                                            |
| 1895 | 1895                                             |                                                  | 1.665                                            | 1.665                                            |
| 1905 | 1905                                             |                                                  | 1.824                                            | 1.824                                            |
| 1910 | 1910                                             |                                                  | 1.923                                            | 1.923                                            |
| 1925 | 1925                                             |                                                  | 2.110                                            | 2.110                                            |
| 1939 | 1939                                             |                                                  | 2.151                                            | 2.151                                            |
| 1946 | 1946                                             |                                                  | 2.830                                            | 2.830                                            |
| 1950 | 1950                                             |                                                  | 3.069                                            | 3.069                                            |
| 1956 | 1956                                             |                                                  | 3.048                                            | 3.048                                            |
| 1961 | 1961                                             |                                                  | 3.169                                            | 3.169                                            |
| 1967 | 1967                                             |                                                  | 3.360                                            | 3.360                                            |
| 1970 | 1970                                             |                                                  | 3.372                                            | 3.372                                            |
| 1972 | 1972                                             |                                                  | 3.389                                            | 3.389                                            |
| 1975 | 1975                                             |                                                  | 3.484                                            | 3.484                                            |
| 1980 | 1980                                             |                                                  | 3.472                                            | 3.472                                            |
| 1985 | 1985                                             |                                                  | 3.354                                            | 3.354                                            |
| 1990 | 1990                                             |                                                  | 3.574                                            | 3.574                                            |
| 1995 | 1995                                             |                                                  | 3.638                                            | 3.638                                            |
| 2000 | 2000                                             |                                                  | 3.751                                            | 3.751                                            |
| 2005 | 2005                                             |                                                  | 3.776                                            | 3.776                                            |
| 2010 | 2010                                             |                                                  | 3.709                                            | 3.709                                            |
| 2011 | 2011                                             |                                                  | 3.712                                            | 3.712                                            |
| 2015 | 2015                                             |                                                  | 3.768                                            | 3.768                                            |
| 2020 | 2020                                             |                                                  | 3.788                                            | 3.788                                            |
| Datenquelle: Historisches Gemeindeverzeichnis für Hessen: Die Bevölkerung der Gemeinden 1834 bis 1967. Wiesbaden: Hessisches Statistisches Landesamt, 1968. Weitere Quellen: LAGIS; 1972:; Hessisches Statistisches Informationssystem; Zensus 2011 |                                                  |                                                  |                                                  |                                                  |

### Religionszugehörigkeit
| • 1829: | 1335 lutheranische (= 96,46 %), 40 jüdische (= 2,89 %) und 9 katholische (= 0,65 %) Einwohner |
| • 1961: | 2460 evangelische (= 77,63 %), 682 katholische (= 21,52 %) Einwohner                          |
| • 1987: | 2260 evangelische (= 65,5 %), 895 katholische (= 26,0 %), 293 sonstige (= 8,5 %) Einwohner    |
| • 2011: | 1784 evangelische (= 48,3 %), 887 katholische (= 23,9 %), 1032 sonstige (= 27,8 %) Einwohner  |

### Erwerbstätigkeit
Die Gemeinde im Vergleich mit Landkreis, Regierungsbezirk Darmstadt und Hessen:
|                                                   | Jahr | Gemeinde | Landkreis | Regierungsbezirk | Hessen    |
| ------------------------------------------------- | ---- | -------- | --------- | ---------------- | --------- |
| Sozialversicherungspflichtig Beschäftigte         | 2018 | 1114     | 75.286    | 1.740.388        | 2.584.005 |
| Veränderung zu                                    | 2000 | +22,4 %  | +20,9 %   | +19,2 %          | +18,8 %   |
| davon Vollzeit                                    | 2018 | 83,4 %   | 70,6 %    | 72,6 %           | 71,5 %    |
| davon Teilzeit                                    | 2018 | 16,6 %   | 29,4 %    | 27,4 %           | 28,5 %    |
| Ausschließlich geringfügig entlohnte Beschäftigte | 2018 | 83,4     | 15.568    | 222.301          | 369.892   |
| Veränderung zu                                    | 2000 | −5,7 %   | −4,6 %    | +8,1 %           | +7,9 %    |

| Branche                         | Jahr | Gemeinde | Landkreis | Regierungsbezirk | Hessen |
| ------------------------------- | ---- | -------- | --------- | ---------------- | ------ |
| Produzierendes Gewerbe          | 2000 | 29,0 %   | 39,6 %    | 27,0 %           | 30,6 % |
|                                 | 2018 | 41,7 %   | 32,1 %    | 20,4 %           | 24,3 % |
| Handel, Gastgewerbe und Verkehr | 2000 | 53,1 %   | 25,1 %    | 26,4 %           | 25,1 % |
|                                 | 2018 | 32,2 %   | 25,8 %    | 24,7 %           | 23,8 % |
| Unternehmensdienstleistungen    | 2000 | 06,5 %   | 11,6 %    | 25,1 %           | 20,2 % |
|                                 | 2018 | 13,4 %   | 15,3 %    | 31,7 %           | 26,2 % |
| Sonstige Dienstleistungen       | 2000 | 11,3 %   | 22,0 %    | 20,1 %           | 22,5 % |
|                                 | 2018 | *)       | 25,1 %    | 22,8 %           | 25,2 % |
| Sonstiges (bzw. ohne Zuordnung) | 2000 | 00,1 %   | 01,7 %    | 01,4 %           | 01,5 % |
|                                 | 2018 | 12,7 %   | 01,1 %    | 00,3 %           | 00,4 % |

*) anonymisiert

## Politik

### Gemeindevertretung
Die Kommunalwahl am 14. März 2021 lieferte folgendes Ergebnis, in Vergleich gesetzt zu früheren Kommunalwahlen:
| Sitzverteilung in der Gemeindevertretung 2021Insgesamt 19 Sitze - SPD: 8 - FW: 4 - LiGR: 4 - CDU: 3 | Parteien und Wählergemeinschaften | Parteien und Wählergemeinschaften           | % 2021 | Sitze 2021 | % 2016 | Sitze 2016 | % 2011 | Sitze 2011 | % 2006 | Sitze 2006 | % 2001 | Sitze 2001 |
| Sitzverteilung in der Gemeindevertretung 2021Insgesamt 19 Sitze - SPD: 8 - FW: 4 - LiGR: 4 - CDU: 3 | SPD                               | Sozialdemokratische Partei Deutschlands     | 40,7   | 8          | 47,5   | 9          | 48,2   | 9          | 54,1   | 10         | 62,5   | 14         |
| Sitzverteilung in der Gemeindevertretung 2021Insgesamt 19 Sitze - SPD: 8 - FW: 4 - LiGR: 4 - CDU: 3 | FW-BfGR                           | Freie Wähler – Bürger für Groß-Rohrheim     | 23,3   | 4          | 32,0   | 6          | 31,0   | 6          | 21,3   | 4          | 12,1   | 3          |
| Sitzverteilung in der Gemeindevertretung 2021Insgesamt 19 Sitze - SPD: 8 - FW: 4 - LiGR: 4 - CDU: 3 | CDU                               | Christlich Demokratische Union Deutschlands | 16,7   | 3          | 20,5   | 4          | 20,8   | 4          | 24,6   | 5          | 25,4   | 6          |
| Sitzverteilung in der Gemeindevertretung 2021Insgesamt 19 Sitze - SPD: 8 - FW: 4 - LiGR: 4 - CDU: 3 | LiGR                              | Leben in Groß-Rohrheim                      | 19,2   | 4          | –      | –          | –      | –          | –      | –          | –      | –          |
| Sitzverteilung in der Gemeindevertretung 2021Insgesamt 19 Sitze - SPD: 8 - FW: 4 - LiGR: 4 - CDU: 3 | Gesamt                            | Gesamt                                      | 100,0  | 19         | 100,0  | 19         | 100,0  | 19         | 100,0  | 19         | 100,0  | 23         |
| Sitzverteilung in der Gemeindevertretung 2021Insgesamt 19 Sitze - SPD: 8 - FW: 4 - LiGR: 4 - CDU: 3 | Wahlbeteiligung in %              | Wahlbeteiligung in %                        | 56,6   | 56,6       | 54,1   | 54,1       | 54,6   | 54,6       | 52,8   | 52,8       | 61,4   | 61,4       |

Bürger für Groß-Rohrheim (BfGR) ist eine freie Wählergemeinschaft. Sie ging aus der Bürgerinitiative Interessengemeinschaft für Ortsumgehung hervor, die im Juni 1985 von Heinz Petry gegründet wurde. Die BfGR trat erstmals im Jahr 1989 zur Kommunalwahl an und erreichte einen Stimmenanteil von 16,9 %. Bei der Kommunalwahl im Jahr 1993 erhielt sie 22,7 % und im Jahr 1997 19,7 % der Wählerstimmen.

### Bürgermeister
Nach der hessischen Kommunalverfassung wird der Bürgermeister für eine sechsjährige Amtszeit gewählt, seit dem Jahr 1993 in einer Direktwahl, und ist Vorsitzender des Gemeindevorstands, dem in der Gemeinde Groß-Rohrheim neben dem Bürgermeister ehrenamtlich ein Erster Beigeordneter und drei weitere Beigeordnete angehören. Bürgermeister ist seit dem 7. November 2023 der parteiunabhängige Karsten Krug. Sein Amtsvorgänger Rainer Bersch war am 31. Mai 2023 nach einem erfolgreichen Abwahlantrag der Gemeindevertretung aus der dritten Amtszeit vorzeitig in den Ruhestand getreten und damit einem Bürgerentscheid zur Abwahl zuvorgekommen. Der Erste Beigeordnete Peter Heß (SPD) leitete danach die Gemeindeverwaltung kommissarisch und die Wahl des neuen Bürgermeisters musste vorgezogen werden. Karsten Krug erhielt am 8. Oktober 2023 im ersten Wahlgang bei 69,77 Prozent Wahlbeteiligung 71,59 Prozent der Stimmen.
Amtszeiten der Bürgermeister
- 2023–2029 Karsten Krug[44]
- 2008–2023 Rainer Bersch[43]
- 1990–2008 Heinz Roos (SPD)[47]

### Wappen und Flagge
Wappen

Blasonierung: „Geviert: 1 in Gold ein herschauender, blau gekrönter und blau bewehrter roter Löwe; 2 in Rot nebeneinander zwei sechsstrahlige silberne Sterne; 3 in Blau ein beblätterter goldener Rohrkolben; 4 in Silber ein rotes Fußspitzkreuz.“
Das Wappen wurde der Gemeinde 1930 genehmigt. Gestaltet wurde es durch den Darmstädter Heraldiker Georg Massoth.
Das Wappen basiert auf einem Gemeindesiegel des 16. Jahrhunderts, das dieselben Schildteile in anderer Reihenfolge zeigt.
Das Erste Viertel zeigt das Wappen der Grafen von Katzenelnbogen, das zweite Viertel die Sterne aus dem Wappen der Grafen von Erbach und das vierte das Wappen des Klosters Lorsch, die alle in der Vergangenheit Besitz in Groß-Rohrheim hatten. Der Rohrkolben steht sowohl redend für den Ortsnamen, als auch für die Lage des Ortes im Hessischen Ried.
 Flagge 
Die Flagge wurde der Gemeinde am 7. Februar 1969 durch den Hessischen Innenminister genehmigt und wird wie folgt beschrieben:
Flaggenbeschreibung: „Zwischen schmalen roten Seitenbahnen eine breite weiße Mittelbahn, belegt mit dem Gemeindewappen.“

### Partnerschaften
Eine Gemeindepartnerschaft gibt es seit 1989 mit der französischen Stadt Mouzon (Ardennes).

## Kultur und Sehenswürdigkeiten

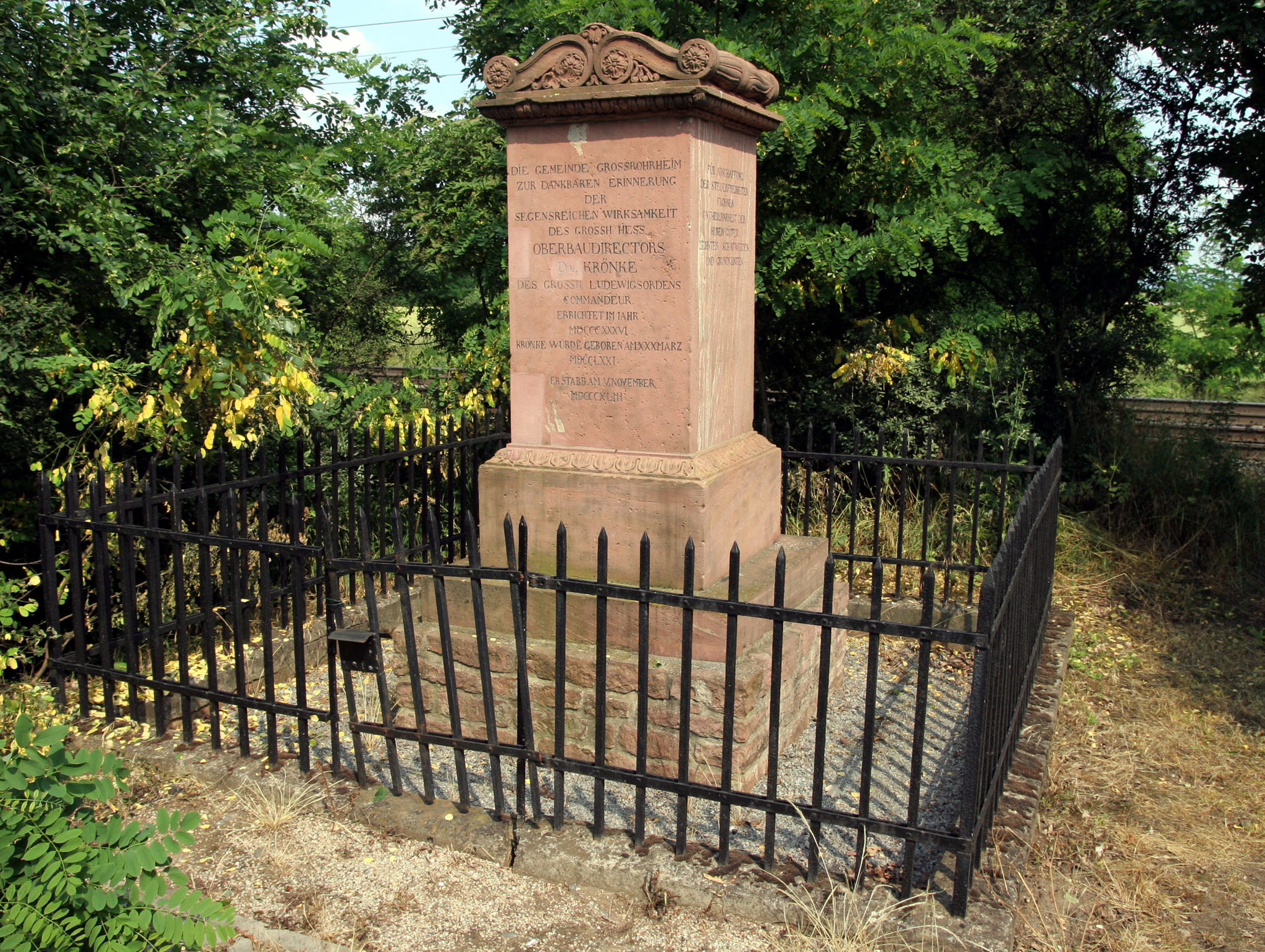
Das Denkmal für Claus Kröncke

### Bauwerke
- Historische Fachwerkhäuser bei der evangelischen Kirche von 1688 bis 1723, sowie das Deckengemälde in der Kirche
- Kröncke-Denkmal für den Planer des Rheindurchstiches Claus Kröncke.

### Veranstaltungen
Groß-Rohrheim begeht traditionell zwei Feste. Zu beiden Festen bieten Schausteller mit Buden und Fahrgeschäften ein Programm. Zusätzlich wird ein erheblicher Teil der Arbeit um die Organisation, Durchführung und Bewirtung beider Feste ehrenamtlich durch die ortsansässigen Vereine getragen.
Der Maimarkt findet am Samstag und Sonntag des dritten Mai-Wochenendes statt. Er soll an die Verleihung des Marktrechts an Groß-Rohrheim erinnern und wird als Gewerbeschau abgehalten. Seit der Fertigstellung der Umgehungsstraße wurde er vom Vorplatz der Bürgerhalle auf die Straße im alten Ortskern verlegt, wo der Markt ursprünglich abgehalten wurde.
Am vorletzten Augustwochenende findet die Kirchweih („Kerb“) statt. Sie wird mit dem Stellen eines Baumes aus den umliegenden Wäldern, der mit einem Kranz verziert ist, am Samstagmittag eingeleitet. Am Samstagabend führen die Kerweborsch ein Theaterstück auf und am Sonntag findet ein kleiner Umzug und anschließend die Kerweredd statt. Das Theaterstück und die Kerweredd werden dabei genutzt, um auf aktuelle Themen des Ortsgeschehens und der Umgebung aufmerksam zu machen. Montags wird der zuvor aufgestellte Baum wieder gefällt und der Kranz beerdigt.

## Wirtschaft und Infrastruktur

### Flächennutzung
Das Gemeindegebiet umfasst eine Gesamtfläche von 1956 Hektar, davon entfallen in ha auf:
| Nutzungsart             | Nutzungsart             | 2011 | 2015 |
| ----------------------- | ----------------------- | ---- | ---- |
| Gebäude- und Freifläche | Gebäude- und Freifläche | 123  | 133  |
| davon                   | Wohnen                  | 67   | 67   |
|                         | Gewerbe                 | 20   | 30   |
| Betriebsfläche          | Betriebsfläche          | 11   | 27   |
| davon                   | Abbauland               | 1    | 21   |
| Erholungsfläche         | Erholungsfläche         | 14   | 14   |
| davon                   | Grünanlage              | 7    | 7    |
| Verkehrsfläche          | Verkehrsfläche          | 94   | 94   |
| Landwirtschaftsfläche   | Landwirtschaftsfläche   | 1284 | 1256 |
| davon                   | Moor                    | 0    | 0    |
|                         | Heide                   | 0    | 0    |
| Waldfläche              | Waldfläche              | 283  | 283  |
| Wasserfläche            | Wasserfläche            | 122  | 123  |
| Sonstige Nutzung        | Sonstige Nutzung        | 25   | 25   |

### Unternehmen

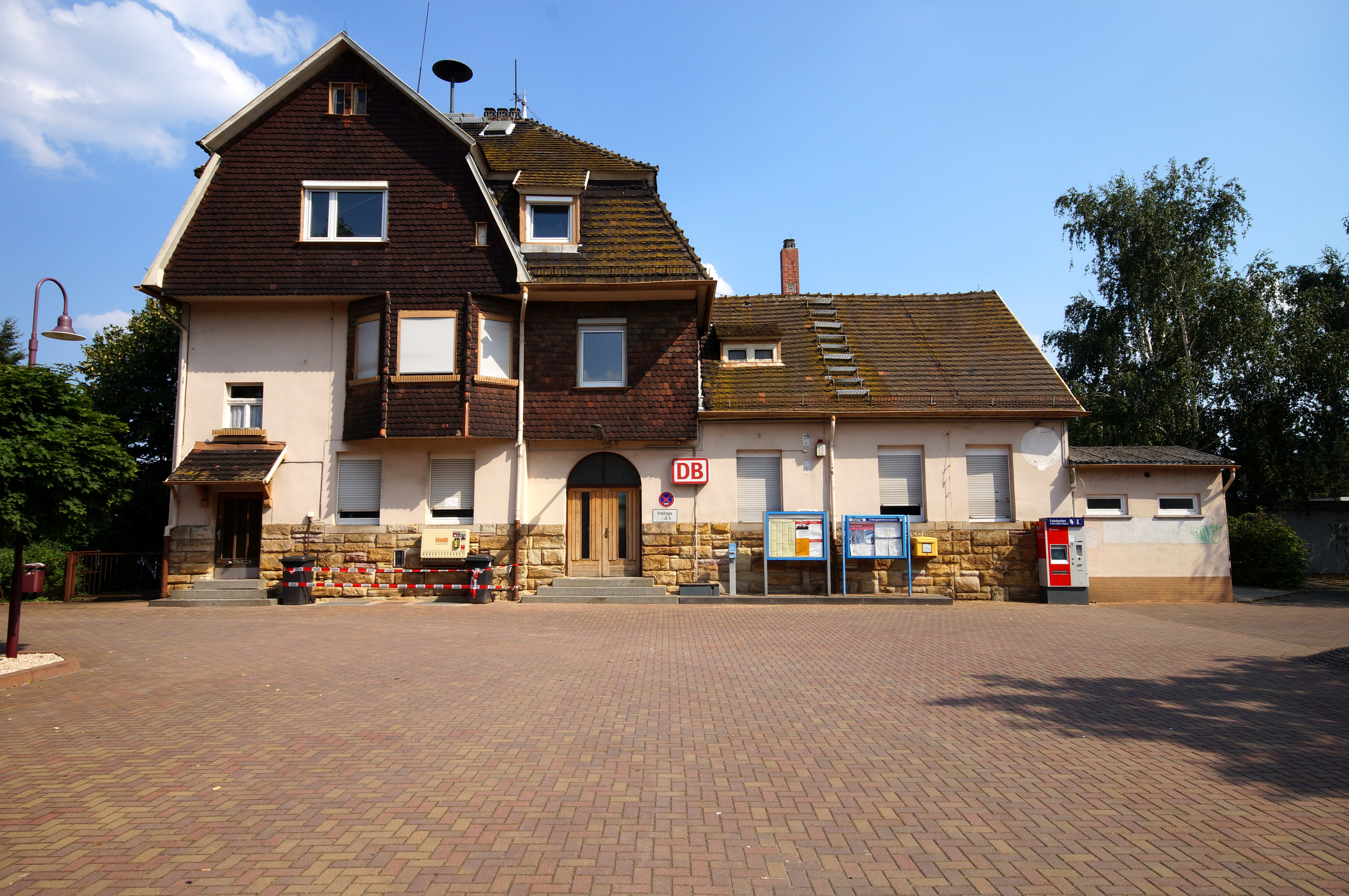
Der Groß-Rohrheimer Bahnhof

Georg Donnerstag gründete 1904 einen Wasser-Abfüllbetrieb mit Wasser aus eigenen Brunnen. Später kam eine Limonadenfabrikation mit dem Markennamen Dofruli (Donnerstags Frucht-Limonade) dazu. In Konzession füllte man auch noch, bis in die 1970er Jahre, das Erfrischungsgetränk Libella für die Firma Rudolf Wild, in Eppelheim ab. Nachfahren betreiben dort heute den Getränke-Fachgroßhandel Kirsch.

### Verkehr
Groß-Rohrheim hat einen Bahnhof an der Riedbahn und Bahnstrecke Darmstadt–Worms. Dieser schreibt sich allerdings: „Groß Rohrheim“ (ohne Bindestrich). Das erklärt sich daraus, dass in der Preußisch-Hessischen Eisenbahngemeinschaft im Bahnbetrieb die preußischen Rechtschreibregeln galten, für die Ortsnamen im Großherzogtum Hessen aber die dort gültigen Rechtschreibregeln; beide Systeme wiesen in diesem Punkt eine Abweichung auf.

## Persönlichkeiten

### Persönlichkeiten, die in Groß-Rohrheim gewirkt haben
- Joseph Peter Audebert (1848–1933), Naturforscher
- Werner Ackermann, Geschäftsführer verschiedener Verzinkereien und Verbandsfunktionär[52]

### Persönlichkeiten, die in Groß-Rohrheim geboren wurden
- Georg Herbold (1919–1998), Fußballspieler
- Walter Richtberg (* 1941), Volkswirtschaftler, IHK-Leiter und 1985–2005 Vorsitzender der dpa (Deutsche Presse-Agentur)[53]
- Robin Bormuth (* 1995), Fußballspieler